# Alan Needleman
Alan Needleman (Filadélfia, 2 de setembro de 1944) é um engenheiro estadunidense.
É atualmente professor da Cátedra Florence Pirce Grant de Mecânica dos Sólidos da Universidade Brown. Graduado em 1966 pela Universidade da Pensilvânia, com mestrado (1967) e doutorado (1970) na Universidade Harvard, orientado por John W. Hutchinson. Foi instrutor e professor assistente no Departamento de Matemática Aplicada do Instituto de Tecnologia de Massachusetts, de 1970 a 1975. Foi professor de engenharia na Universidade Brown desde 1975, sendo chefe do departamento de engenharia de 1988 a 1991.
Suas principais áreas de pesquisa são modelagem computacional de processos de deformação e fratura de materiais estruturais, em particular metais. Um objetivo geral é obter relações quantitativas entre características mensuráveis (e quiçá controláveis) da microestrutura do material e seu comportamento mecânico macroscópico. Projetos de pesquisa correntes envolvem estudo de transições entre fratura dútil e frágil, propagação de trincas em microestruturas heterogêneas com ênfase na influências interfacial, plasticidade não-local e deslocamento discreto, propagação de trincas em fadiga, e fratura rápida em sólidos frágeis.
Needleman é membro da Academia Nacional de Engenharia dos Estados Unidos, da Sociedade dos Engenheiros Mecânicos dos Estados Unidos e da Academia de Mecânica dos Estados Unidos.
Foi laureado em 2006 com a Medalha Daniel C. Drucker.

## Lista de publicações
Algumas de suas publicações mais citadas são (tomadas de ISI Web of Knowledge) incluem:
- Needleman, A. and J. R. Rice (1980). "Plastic Creep Flow Effects In The Diffusive Cavitation Of Grain-Boundaries." Acta Metallurgica 28(10): 1315-1332.
- Christman, T., A. Needleman, et al. (1989). "An Experimental And Numerical Study Of Deformation In Metal Ceramic Composites." Acta Metallurgica 37(11): 3029-3050.
- Asaro, R. J. and A. Needleman (1985). "Overview.42. Texture Development And Strain-Hardening In Rate Dependent Polycrystals." Acta Metallurgica 33(6): 923-953.
- Peirce, D., R. J. Asaro, Needleman, A. (1983). "Material Rate Dependence And Localized Deformation In Crystalline Solids." Acta Metallurgica 31(12): 1951-1976.
- Pierce, D., C. F. Shih, Needleman, A. (1984). "A Tangent Modulus Method For Rate Dependent Solids." Computers & Structures 18(5): 875-887.
- Xu, X. P. and A. Needleman (1994). "Numerical Simulations Of Fast Crack-Growth In Brittle Solids." Journal Of The Mechanics And Physics Of Solids 42(9): 1397-&.
- Needleman, A. (1987). "A Continuum Model For Void Nucleation By Inclusion Debonding." Journal Of Applied Mechanics-Transactions of the ASME 54(3): 525-531.
- Chu, C. C. and A. Needleman (1980). "Void Nucleation Effects In Biaxially Stretched Sheets." Journal Of Engineering Materials And Technology-Transactions of the ASME 102(3): 249-256.
- Needleman, A. and V. Tvergaard (1987). "An Analysis Of Ductile Rupture Modes At A Crack Tip." Journal Of The Mechanics And Physics Of Solids 35(2): 151-183.
- Vandergiessen, E. and A. Needleman (1995). "Discrete Dislocation Plasticity - A Simple Planar Model." Modelling And Simulation In Materials Science And Engineering 3(5): 689-735.